# Adelphi Edizioni
Adelphi Edizioni és una editorial de Milà especialitzada en obres de ficció, filosofia, ciència i en clàssics traduïts a l'italià.

## Història
Adelphi Edizioni va ser fundada l'any 1962 per Luciano Foà, Roberto Bazlen, Alberto Zevi i Roberto Olivetti. Entre els principals col·laboradors hi havia Giorgio Colli, Sergio Solmi, Claudio Rugafiori, Franco Volpi, Giuseppe Pontiggia i Roberto Calasso. El nom es va inspirar en la paraula grega adelphi (ἀδελφοί), que significa «germans» o «companys» i fa referència al primer grup de persones que van iniciar l'aventura de l'editorial.

El primer llibre publicat per l'empresa va ser The other side d'Alfred Kubin. Adelphi ha publicat obres de diversos autors italians i internacionals i una revista literària anomenada Adelphiana. Roberto Calasso va treballar a Adelphi Edizioni des de 1962 i va esdevenir-ne el propietari majoritari d'Adelphi el 2015.

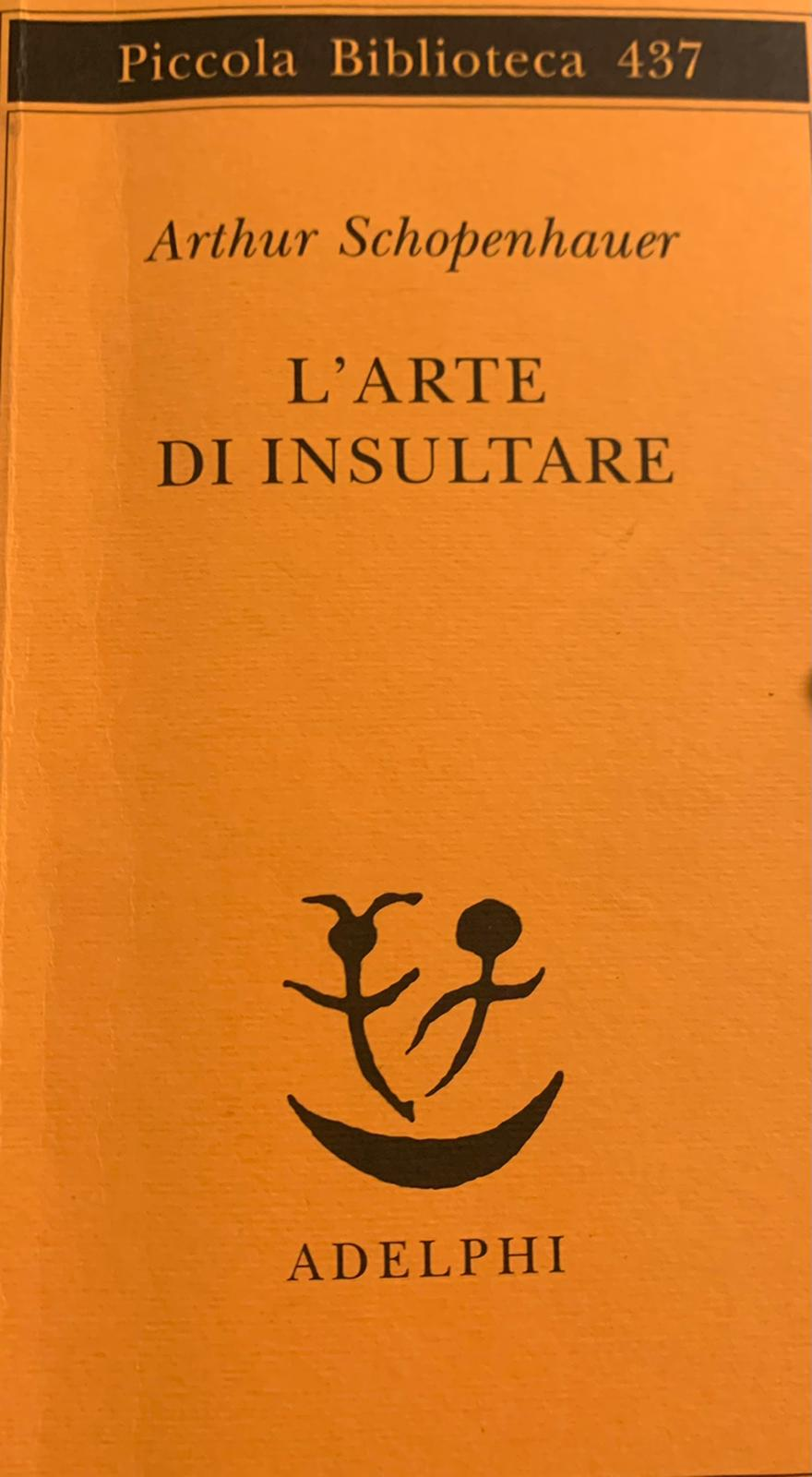
Llibre d'Arthur Schopenhauer en l'edició d'Adelphi

Adephi va publicar una edició crítica de Friedrich Nietzsche en col·laboració amb Éditions Gallimard i Walter de Gruyter que Mondadori havia rebutjat. A Adelphi se l'ha associada amb la promoció de la cultura de Mitteleuropa a partir dels anys 1970, i ha publicat obres d'autors contemporanis que encara no havien rebut reconeixement.
El 2016, RCS Media Group va vendre la seva divisió RCS Libri i les filials subjacents, però, excloent el 58% de les accions d'Adelphi Edizioni, que es van vendre a Roberto Calasso. Després de la mort de Calasso el 2021, Teresa Cremisi va ser designada com a nova presidenta i Roberto Colajanni com a director editorial.
Les publicacions traduïdes d'Adelphi inclouen obres de Robert Walser, Georges Simenon, Vladímir Nabokov, William Somerset Maugham, J. R. R. Tolkien, Gottfried Benn, Jack London, Jorge Luis Borges, Elias Canetti, Oliver Sacks, Bruce Chatwin i Milan Kundera. Els autors italians publicats per Adelphi inclouen Leonardo Sciascia, Benedetto Croce, Tommaso Landolfi, Goffredo Parise, Ennio Flaiano, Giorgio Manganelli, Alberto Savinio, Anna Maria Ortese i Mazzino Montinari.